# قائمة حلقات كولمبو

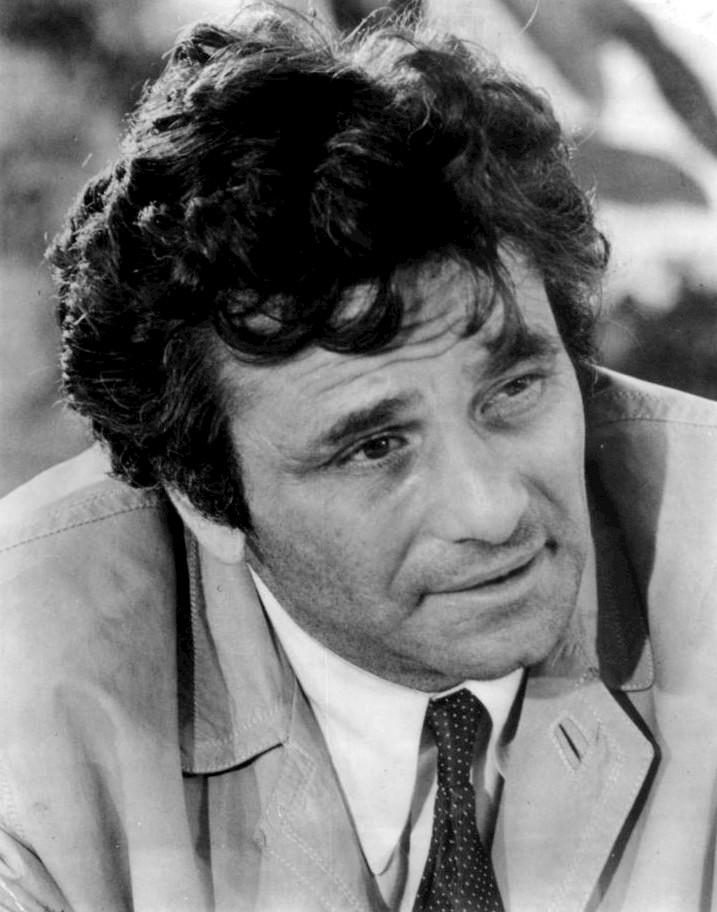
الصورة الدعائية للمسلسل يظهر بها الممثل بيتر فالك بدور كولمبو

فيما يلي قائمة حلقات مسلسل الجريمة الخيالي التلفزيوني "كولمبو".
بعد عامين من إطلاق الحلقات التجريبية، عرضت هيئة الإذاعة الوطنية (إن بي سي) الحلقات الأصلية منذ عام 1971 حتى عام 1978، باعتبار المسلسل أحد برامج «بي سي» الدورية. ثم بثت هيئة الإذاعة الأمريكية المسلسل ابتداء من عام 1989. وبثّ الجزء الأخير في عام 2003.

## القائمة
| الموسم   | الموسم                 | الشبكة التي بثّته | الحلقات                     | بثت في الأصل   | بثت في الأصل |
| الموسم   | الموسم                 | الشبكة التي بثّته | الحلقات                     | بثت أول مرة    | آخر بث       |
| -------- | ---------------------- | ---------------- | --------------------------- | -------------- | ------------ |
| الطيارين | إن بي سي               | 2                | 20 فبراير 1968              | 1 مارس 1971    |              |
| 1        | إن بي سي               | 7                | 15 سبتمبر 1971              | 9 فبراير 1972  |              |
| 2        | إن بي سي               | 8                | 17 سبتمبر 1972              | مارس 25، 1973  |              |
| 3        | إن بي سي               | 8                | 23 سبتمبر 1973              | 5 مايو 1974    |              |
| 4        | إن بي سي               | 6                | 15 سبتمبر 1974              | أبريل 27، 1975 |              |
| 5        | إن بي سي               | 6                | 14 سبتمبر 1975              | 2 مايو 1976    |              |
| 6        | إن بي سي               | 3                | 10 أكتوبر 1976              | 22 مايو 1977   |              |
| 7        | إن بي سي               | 5                | 21 نوفمبر 1977              | 13 مايو 1978   |              |
| 8        | هيئة الإذاعة الأمريكية | 4                | فبراير 6، 1989              | مايو 1، 1989   |              |
| 9        | أيه بي سي              | 6                | نوفمبر 25، 1989             | 14 مايو 1990   |              |
| 10 خاصة  | أيه بي سي              | 14               | 9 كانون الأول / ديسمبر 1990 | 30 يناير 2003  |              |

1. ↑  The Season 10 DVDs released in Regions 2 and 4 cover the last 14 episodes.